# Grabación vertical

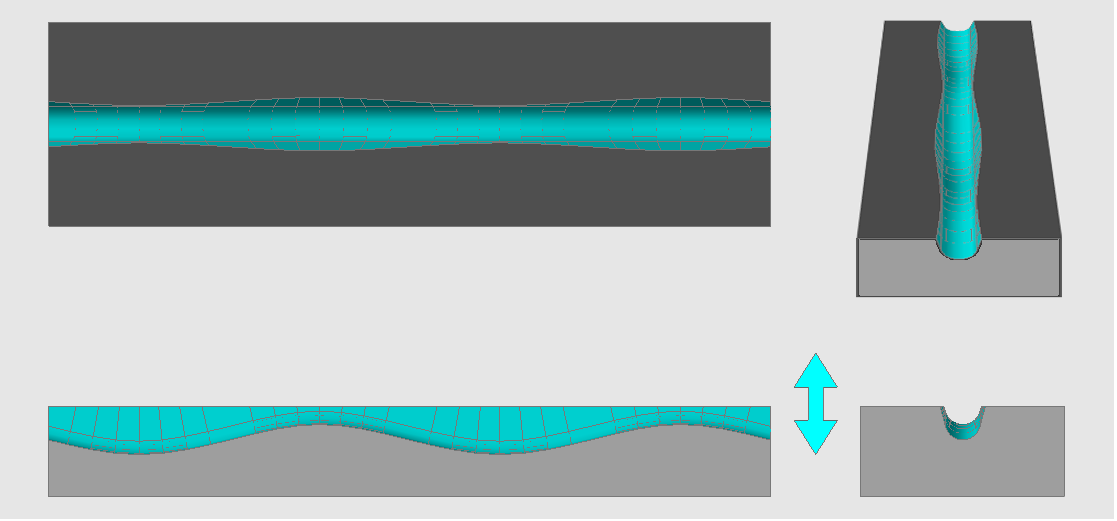
Diagramas de un surco grabado verticalmente. La flecha azul indica cómo se desplaza el estilete al grabar el disco

El proceso de grabación de corte vertical es uno de los primeros métodos utilizados en la grabación de sonido de forma analógica, mediante el que un estilete corta la superficie de un disco fonográfico, produciendo un surco dotado de relieve al hacer variar su profundidad hacia arriba y hacia abajo. Este procedimiento contrasta con el sistema de grabación lateral, en el que el estilete que corta el soporte lo hace transversalmente con respecto a la dirección de avance del surco.

## Historia

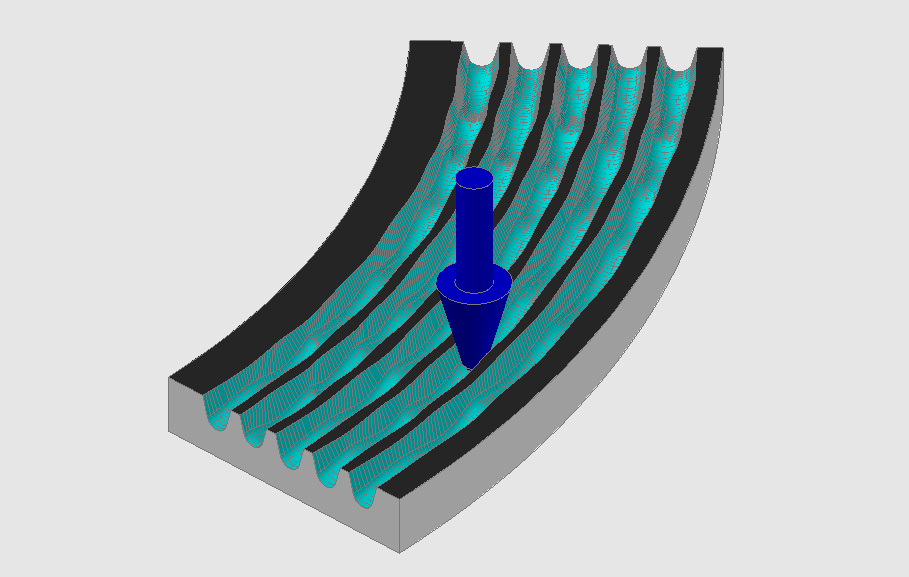
Vista de la aguja lectora sobre un disco grabado verticalmente

El proceso de grabación vertical, también conocido como proceso "hill and dale" (colina y valle en inglés), se utilizó para grabar registros en cilindros de fonógrafo; así como en los discos de Edison, en los de la firma francesa Pathé y en los de numerosas empresas más pequeñas. Debido a la relativamente elevada profundidad de los surcos, los discos de Edison de grabación vertical se distinguen por un considerable espesor, del orden de 6 mm. La grabación de corte vertical también se utilizó como un medio de protección de derechos de autor en los primeros discos de 16 pulgadas con música de fondo producidos por la compañía Muzak. Sin embargo, a comienzos de la década de 1930 acabó siendo abandonado a favor del sistema de grabación lateral.

## Características
En este proceso, la aguja produce un corte vertical, cuya profundidad viene determinada de acuerdo con la corriente que circula por la bobina de un electroimán (o bien por la vibración de un diafragma en las primitivas grabaciones acústicas) que hace moverse el estilete. Los surcos de los discos grabados verticalmente tienen una separación constante y una profundidad variable, a diferencia de las ranuras de los discos grabados lateralmente, que tienen una distancia de separación variable y una profundidad constante.
El examen de un surco cortado verticalmente en su longitud revela una línea ondulada continua a medida que la aguja corta a diferentes profundidades de acuerdo con el tono y el volumen del audio que se está grabando. Estos surcos muestran una transición entre puntos altos y bajos en forma de una curva suave, dando el característico efecto redondeado de 'colina y valle' al surco, que recuerda al relieve de determinadas zonas geográficas caracterizadas por su paisaje ondulado.
La grabación se realiza por medios mecánicos y las vibraciones de la energía acústica, transferidas a una aguja de corte, hacen que el surco resulte más o menos profundo. El proceso exige establecer los parámetros de la profundidad de corte con precisión: una incisión demasiado poco profunda en las secciones silenciosas puede provocar que el dispositivo de reproducción, también una aguja, se salga del surco; con una incisión demasiado profunda se corre el riesgo de cortar la totalidad de la fina capa del medio de grabación, pudiéndose a su vez crear un desgaste excesivo cuando se reproduce la grabación. Debido al ruido mecánico generado por el sistema de grabación, la aguja nunca está totalmente quieta (de forma que un silencio total produciría un surco de profundidad uniforme, totalmente plano), de forma que el efecto colina y valle procedente de la dificultad de evitar por completo las vibraciones generadas por el sistema mecánico de grabación, se encuentra presente en mayor o en menor medida a lo largo de toda la grabación de audio.